# Lowy Institute for International Policy
Lowy Institute for International Policy (Instytut Polityki Międzynarodowej im. Lowy'ego) – australijski think tank z siedzibą w Sydney, wyspecjalizowany w badaniu zagadnień związanych z polityką zagraniczną i stosunkami międzynarodowymi. 
Instytut powstał w 2003 roku. Jego fundatorem, od którego nazwiska instytucja czerpie swą nazwę, był Frank Lowy, jeden z najzamożniejszych Australijczyków, założyciel i główny udziałowiec Westfield Group, przedsiębiorstwa będącego właścicielem i operatorem ok. 120 centrów handlowych w Australii, Nowej Zelandii, Stanach Zjednoczonych i Wielkiej Brytanii. Lowy jest z pochodzenia węgierskim Żydem, który w 1953 wyemigrował do Australii. Ufundowanie Instytutu miało być formą uczczenia przez niego pięćdziesiątej rocznicy swego przybycia na Antypody. Obecnie Lowy, wraz z kilkoma członkami swojej rodziny oraz innymi osobami ze świata australijskiego biznesu, nauki i dyplomacji, zasiada w Radzie Dyrektorów Instytutu, pełniącej funkcję analogiczną do rad nadzorczych przedsiębiorstw. Na co dzień pracami Instytutu kieruje dyrektor wykonawczy. Od 1 lipca 2009 stanowisko to pełni prof. Michael Wesley.
Instytut prowadzi szereg programów badawczych oraz projektów mających na celu upowszechnianie wiedzy o polityce międzynarodowej i tworzenie przestrzeni do debaty na jej temat. Są one finansowane ze środków własnych, a także z grantów zewnętrznych. Do najważniejszych należą:
- Lowy Interpreter - specjalistyczny blog, mający w założeniu stanowić odpowiednik czasopisma naukowego, dostosowanego do realiów epoki Web 2.0
- Wednesday Lowy Lunch Club - cykl cotygodniowych spotkań złożonych z prelekcji oraz dyskusji, organizowanych w zabytkowej siedzibie Instytutu w Sydney
- Lowy Institute Papers - seria monografii naukowych
- Serwis audio/video - umożliwiający obejrzenie zapisu wszystkich organizowanych przez Instytut publicznych spotkań w formie filmu na stronie lub wysłuchania go z pliku mp3 (dostępny jest również podcast).
- Lowy Institute Poll - doroczne badanie opinii publicznej, w którym respondentom zadawane są pytania związane z polityką zagraniczną Australii i jej rolą na świecie